# Ani Lorak
Ani Lorak (ukr. Ані Лорак), właśc. Karolina Myrosławiwna Kujek (ukr. Кароліна Мирославівна Куєк; ur. 27 września 1978 w Kocmaniu) – ukraińska piosenkarka, autorka tekstów, aktorka i przedsiębiorca.
Zwyciężczyni konkursu Perwocwit1 1992. Od momentu debiutu fonograficznego w 1995 wydała łącznie 11 albumów studyjnych: Choczu letat´ (1996), Ja wiernus´ (1998), www.anilorak.com (2000) i Tam, de ty je… (2001), Ani Lorak (2004), Smile (2005), Rozkaży (2006), 15 (2007), Sołnce (2009), Zażygaj sierdce (2013) i Razwie ty lubił (2016), a także epkę pt. Shady Lady (2008). Zdobywczyni drugiego miejsca dla Ukrainy w 53. Konkursie Piosenki Eurowizji (2008).

## Życiorys
Zaczęła śpiewać w wieku czterech lat. Występowała w różnych szkolnych konkursach. W 1992 wygrała konkurs muzyczny Perwocwit, podczas którego poznała swojego przyszłego producenta, Jurija Fałesę. Mając 14 lat, podpisała pierwszy profesjonalny kontrakt. Po udziale w koncercie w telewizyjnym programie Morning Star w Moskwie przeprowadziła się do Kijowa. W 2004 została ambasadorką Ukrainy z ramienia ONZ w akcji promowania badań przeciwko HIV i AIDS oraz była brana pod uwagę przy wyborze na reprezentantkę Ukrainy podczas 49. Konkursu Piosenki Eurowizji.
W maju 2008, reprezentując Ukrainę z utworem „Shady Lady”, zajęła drugie miejsce w finale 53. Konkursu Piosenki Eurowizji organizowanego w Belgradzie. Po udziale w konkursie otrzymała tytuł Ludowego Artysty Ukrainy z ramienia ówczesnego prezydenta Ukrainy Wiktora Juszczenki. W 2009 wystąpiła jako gość muzyczny w finale 7. Konkursu Piosenki Eurowizji Junior w Kijowie, którego była także współprowadzącą. Wiosną 2014 była jedną z trenerek w czwartej edycji programu typu talent show Hołos krajiny.
Mimo aneksji Krymu przez Rosję i wojny w Donbasie kontynuowała karierę w Rosji, za co była wielokrotnie krytykowana przez ukraińską prasę, polityków i część społeczeństwa. Ponadto jej koncerty w Ukrainie często były zakłócane przez protestujących, a nawet odwoływane przez organizatorów. Jednocześnie umacniała swoją pozycję na rosyjskim rynku muzycznym, m.in. dzięki współpracy z Grigorijem Lepsem, z którym nagrała przeboje „Uchodi po-anglijski” i „Zerkała”, a w 2018 była trenerką w siódmej edycji rosyjskiego programu Gołos.
19 października 2022 została objęta sankcjami przez Radę Bezpieczeństwa Narodowego Ukrainy. W 2024 została pozbawiona tytułu Ludowego Artysty Ukrainy. 

## Życie prywatne
W latach 2009–2019 była żoną tureckiego agenta turystycznego Murata Nalçacıoğlu. 9 czerwca 2011 urodziła córkę, Sofiję. 14 lutego 2023 pojawiła się informacja o związku piosenkarki z Isaakiem Wijrakiem, za którego wyszła w marcu 2025.

## Dyskografia
Albumy studyjne
- Choczu letat´ (ros. Хочу летать, 1996)
- Ja wiernus´ (ros. Я вернусь, 1998)
- www.anilorak.com (2000)
- Tam, de ty je… (ukr. Там, де ти є…, 2001)
- Ani Lorak (ukr. Ані Лорак, 2004)
- Smile (2005)
- Rozkaży (ukr. Розкажи, 2006)
- 15 (2007)
- Sołnce (ros. Солнце, 2009)
- Zażygaj sierdce (ros. Зажигай сердце, 2013)
- Razwie ty lubił (ros. Разве ты любил, 2016)

Minialbumy (EP)
- Shady Lady  (2008)

Albumy z remiksami
- Mrij pro mene (ukr. Мрій про мене, 2003)